# Shannon Rowburyová
Shannon Rowburyová (* 19. září 1984 San Francisco, Kalifornie) je americká atletka, běžkyně, která se věnuje středním tratím.
Na letních olympijských hrách v Pekingu 2008 skončila ve finále závodu na 1500 metrů sedmá. O rok později získala bronzovou medaili na mistrovství světa v Berlíně.